# Шехзаде Абдулах (син Бајазита II)
Шехзаде Абдулах (тур. Şehzade Abdullah; 1464 — 1483) је био син султана Бајазита II.

## Живот и смрт
Шехзаде Абдулах је био најстарији син принца Бајазита. Био је једино дете своје мајке, Ширин-хатун. Његов деда султан Мехмед га је поставио за намесника Трабзона. Након смрти његовог деде и рата са принцом Џемом, његов отац га је именовао намесником Карамана. Ту остаје све до своје смрти наредне године. Његово тело је пребачено у Бурсу, и сахрањен је у маузолеју који је изградила његова мајка.

## Потомство
Шехзаде Абдулах је био ожењен 1480. године Ферахшах-султанијом, ћерком његовог покојног стрица шехзаде Мустафе.
Шехзаде Махмуд је имао сина рођеног 1481. године, који је умро 1489. године у Истанбулу. Иза њега остале су две кћери:
- Ајнишах-султанија (тур. Aynışah Sultan) (1482 — 1540); кћи Ферахшах-султаније. Била је удата 1498. године за Ахмед-бега. Неке земље које је имала у поседу је продала ћерки шехзаде Џема, Гевхрмулук-султанији. Умрла је 1540. године. Њено тело је сахрањено поред њеног оца и баке у Бурси.
- Шахниса-султанија (тур. Şahnisa Sultan) (1484 — након 1540); ћерка непознате конкубине. Рођена је након смрти свог оца. Удата је први пут 1502. године за шехзаде Мехмета, сина њеног стрица шехзаде Шехиншаха[2]. Након што је њеног првог супруга погубио султан Селим, удата је 1513. године за Мирза Мехмед-пашу (умро 1517), бившег супруга њене тетке Фатме-султаније[3][4][2]. Трећи и последњи пут је удата за Нури-бега 1518. године. Умрла је 1540-их. Из другог брака је имала два сина:
  - Мустафа-бег (умро 1569)[3]
  - Шемси Ахмед-бег (умро 1580); ожењен 1560. године Хумашах Ајше-султанијом.